# Kotajärvi (sjö i Kaavi, Norra Savolax)
Kotajärvi är en sjö i kommunerna Kaavi och Kuopio (före 2017 Juankoski kommun) i landskapet Norra Savolax i Finland. Sjön ligger 125,3 meter över havet. Den är 19 meter djup. Arean är 81 hektar och strandlinjen är 8,69 kilometer lång. Sjön  ingår i Vuoksens huvudavrinningsområde.   Den ligger omkring 41 kilometer öster om Kuopio och omkring 370 kilometer nordöst om Helsingfors. 
I sjön finns ön Pienisaari. 